# Viscount Bellomont
Viscount Bellomont, in the County of Dublin, war ein erblicher britischer Adelstitel in der Peerage of Ireland.
Der Titel wurde am 18. Juli 1645 für den royalistischen Militär Sir Henry Bard, 1. Baronet, geschaffen, zusammen mit dem nachgeordneten Titel Baron Bard, of Dromboy in the County of Westmeath. Ihm war bereits im 8. Oktober 1644 in der Baronetage of England der fortan nachgeordnete Titel Baronet, of Staines in the County of Middlesex, verliehen worden. Alle drei Titel erloschen, als sein einziger Sohn, der 2. Viscount, am 19. Juni 1667 beim erfolglosen Versuch der Rückeroberung der Karibikinsel St. Kitts von den Franzosen kinderlos fiel (Englisch-Niederländischer Krieg (1665–1667)).

## Liste der Viscounts Bellomont (1645)
- Henry Bard, 1. Viscount Bellomont (um 1616–1656)
- Charles Rupert Bard, 2. Viscount Bellomont (um 1647–1667)